# Swept Away (film fra 2002)
Swept Away er en romantisk komediefilm fra 2002, der er skrevet og instrueret af Guy Ritchie; det er en genindspilning af Lina Wertmüllers italienske film af samme navn fra 1974. Hovedrollerne bliver spillet af Ritchies daværende kone, Madonna, og Adriano Giannini (søn af Giancarlo Giannini, der havde hovedrollen i den oprindelige film) og blandt de øvrige medvirkende er Bruce Greenwood, Jeanne Tripplehorn og Elizabeth Banks.
Filmen blev produceret af Matthew Vaughn og blev distribueret via Screen Gems.
Den fik ekstremt dårlige anmeldelser og blev nomineret og vandt flere Golden Raspberry Award, heriblandt prisen for værste film, værste skuespiller og værste par.

## Medvirkende
- Madonna som Amber Leighton
- Adriano Giannini som Giuseppe Esposito
- Bruce Greenwood som Tony Leighton
- Jeanne Tripplehorn som Marina
- Elizabeth Banks som Debi
- Michael Beattie som Todd
- David Thornton som Michael

## Eksterne Henvisninger
- Swept Away på Internet Movie Database (engelsk)
- Swept Away på Filmdatabasen
- Swept Away på Scope
- Swept Away på AlloCiné (fransk)
- Swept Away på MovieMeter (nederlandsk)
- Swept Away på AllMovie (engelsk)
- Swept Away hos American Film Institute (engelsk)
- Swept Away på Turner Classic Movies (engelsk)
- Swept Away på The Movie Database (engelsk)
- Swept Away på Rotten Tomatoes (engelsk)